# Unipol Domus
Das Unipol Domus ist ein Fußballstadion in der italienischen Stadt Cagliari auf Sardinien. Es ist die vorübergehende Heimspielstätte des Fußballvereins Cagliari Calcio. Das temporäre Stadion wurde 2017 auf einem Parkplatz des unmittelbar angrenzenden ehemaligen Stadio Sant’Elia erbaut und am 10. September 2017 mit dem Ligaspiel gegen den FC Crotone eröffnet. Der temporäre Bau hat acht Millionen Euro gekostet. Mit der 2024 geplanten Fertigstellung des Stadionneubaus auf dem Gelände des ehemaligen Stadio Sant’Elia soll das Unipol Domus wieder demontiert werden. Im Juli 2021 präsentierte Cagliari Calcio die Versicherungsgruppe Unipol Gruppo S.p.A. aus Bologna als Namenssponsor der Sardegna Arena sowie des Neubaus des Stadio Sant’Elia. Der Vertrag zwischen Cagliari Calcio und Unipol hat eine Laufzeit von zehn Jahren. Der Begriff „domus“ ist lateinisch und bedeutet „Zuhause“. Wie das neue Stadion nach der Eröffnung heißen wird, ist noch offen, aber der Sponsor wird auf jeden Fall enthalten sein.

## Geographie

### Lage
Das Stadion befindet sich im Süden der Stadt Cagliari, im Stadtteil Sant’Elia. Es wurde auf dem östlichen und zugleich größten Parkplatz des Stadio Sant’Elia errichtet, welches sich auf westlicher Seite in unmittelbarer Nähe befand. Während sich im Osten und Süden Wohnbebauung an das Gelände anschließt, wird es von Norden her durch einen Kanal begrenzt.

### Verkehrsanbindung
Zu erreichen ist das Stadiongelände per Kraftfahrzeug vor allem über die Viale Salvatore Ferrara, die Sant’Elia mit dem überwiegend im Norden liegenden Rest der Stadt verbindet. Darüber hinaus befindet sich in unmittelbarer Nähe die Endhaltestelle der Omnibus-Linie 6 Parcheggi stadio (deutsch Stadionparkplätze).

## Geschichte

### Vorgeschichte
Seit 1970 trug Cagliari Calcio seine Heimspiele im Stadio Sant’Elia aus. Nachdem das Zuschauerinteresse an den Spielen Anfang der 2000er Jahre jedoch stark abnahm, erfolgte ein Umbau. Die zuvor vorhandene Leichtathletikanlage wurde hinter beiden Toren sowie auf der Gegengeraden mit Stahlrohrtribünen überbaut. Dadurch wurde ein Großteil des ursprünglichen Stadions unbrauchbar. Gegen Ende der Saison 2011/12 wurde erstmals Sicherheitsbedenken am Stadion geäußert und das Stadion für unzureichend deklariert. Daraufhin musste Cagliari Calcio die letzten Spiele der Saison im Stadio Nereo Rocco im über 800 Kilometer Luftlinie entfernten Triest absolvieren. Aufgrund dessen zog Cagliari Calcio für die Spielzeit 2012/13 in das Stadio Is Arenas nach Quartu Sant’Elena. Da es jedoch auch am Stadio Is Arenas zu Sicherheitsbedenken kam, musste eine Partie – die für Cagliari als Niederlage gewertet wurde – abgesagt werden. Auch zum Ende der Saison 2012/13 erfolgte somit der Umzug nach Triest. Das zunächst für drei Jahre geplante Ausweichen nach Quartu Sant’Elena wurde aufgegeben und mit der Renovierung des Stadio Sant’Elia begonnen. Da die Arbeiten jedoch auch in die Saison 2013/14 hineinreichten, musste Cagliari zunächst weiterhin seine Heimspiele in Triest austragen. Die Saison 2014/15 konnte Cagliari dann wieder im Stadio Sant’Elia absolvieren, stieg jedoch in die Serie B ab. In der Serie-B-Spielzeit 2015/16, in der der Wiederaufstieg gelang, sowie der Saison 2016/17 absolvierte die Mannschaft alle Partien im Stadio Sant’Elia.

### Planungen für einen Neubau
Im Dezember 2015 stellte Cagliari Calcio erstmals Pläne für den Neubau eines Stadions vor, wodurch die Probleme endgültig gelöst werden sollten. So soll das Stadio Sant’Elia abgerissen werden, um Platz für einen Neubau an gleicher Stelle zu schaffen. Der Bau des neuen Stadions soll von 2017 bis 2019 dauern. Um während dieser Phase jedoch weiterhin eine Heimspielstätte in Cagliari zu haben, soll auf dem Parkplatz vor dem Stadio Sant’Elia ein provisorisches Stadion, die Sardegna Arena, entstehen. Dazu sollen Teile des Stadio Is Arenas verwendet werden. Das provisorische Stadion soll nach der Fertigstellung des Neubaus wieder abgerissen werden und seine ursprüngliche Funktion als Parkplatz wieder einnehmen.

### Errichtung des Unipol Domus
Der Baubeginn für die ehemalige Sardegna Arena erfolgte am 3. Mai 2017 und endete im September 2017. Der Bau des provisorischen Stadions kostete acht Millionen Euro und beinhaltet den Bau des Spielfeldes sowie das Aufstellen von vier Tribünen, die zu einem Großteil aus dem Stadio Is Arenas stammen, das im Zuge der Bauvorhaben abgerissen wurde. Das Unipol Domus bietet 16.233 Plätze, was in etwa der Größe des Stadio Is Arenas entspricht.

### Eröffnungsspiel
Das erste Pflichtspiel im Unipol Domus fand am 10. September 2017 statt. Dabei empfing Cagliari Calcio den FC Crotone am 3. Spieltag der Serie-A-Saison 2017/18. Cagliari gewann die Partie durch einen Treffer von Marco Sau in der 33. Minute mit 1:0. Zuvor absolvierte Cagliari Calcio die beiden anderen Serie-A-Partien auswärts und wich für das Spiel in der 3. Runde der Coppa Italia gegen die US Palermo am 12. August 2017 nach Turin in das Olympiastadion Turin aus.

### Stadionneubau und Abriss des Unipol Domus
Die Fertigstellung des neuen Stadions, das auf dem Gelände des Stadio Sant’Elia errichtet wird und ursprünglich 53 Millionen Euro kosten sollte, war für den Sommer 2019 geplant. Inzwischen wird mit einem Baubeginn 2022 und der Fertigstellung im Jahr 2024 geplant sowie Kosten in Höhe von etwa 70 Millionen Euro. Sobald das neue Stadion fertiggestellt ist, wird das Unipol Domus wieder abgerissen.

## Galerie

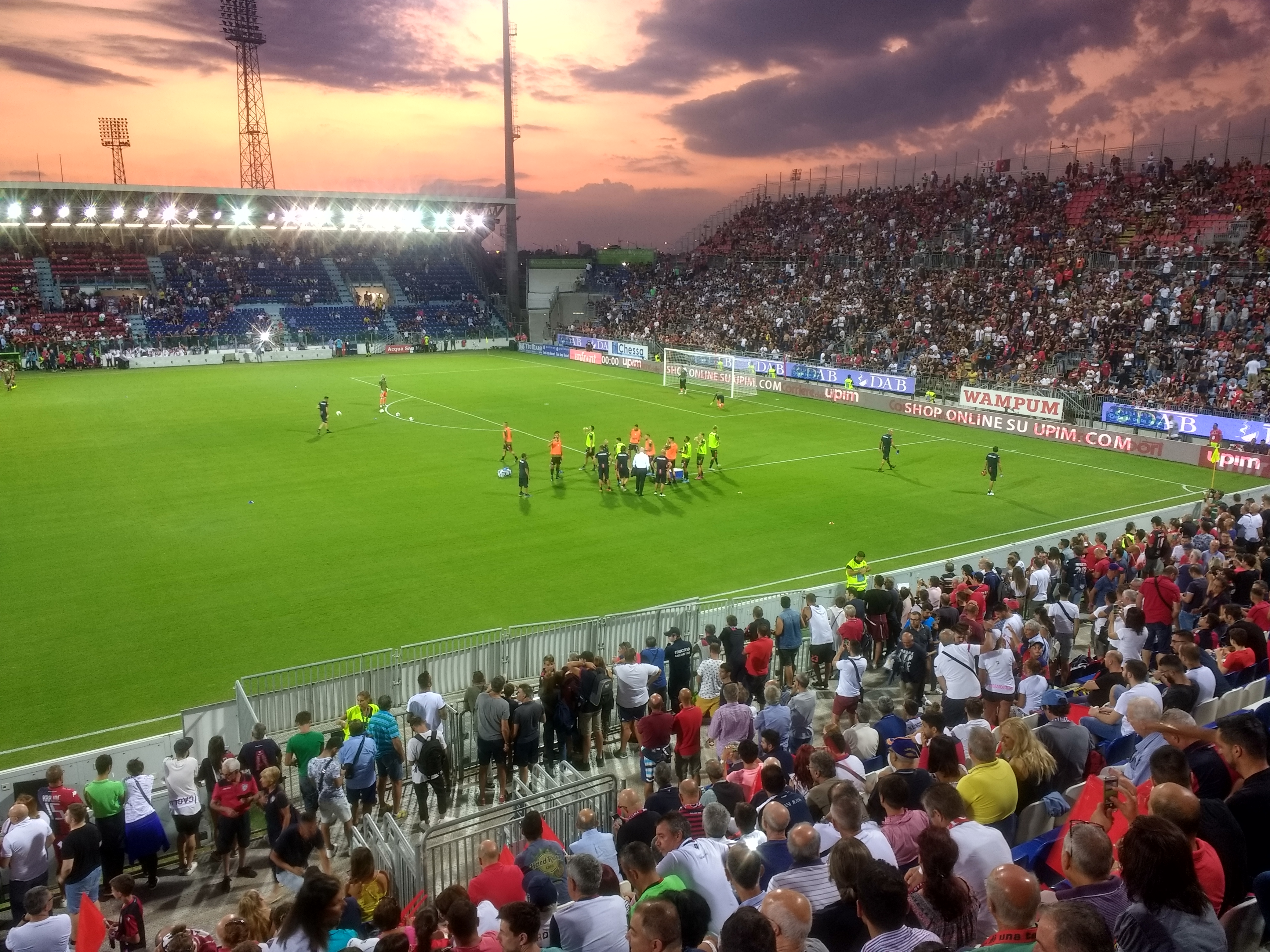
Aufwärmphase vor einem Ligaspiel im Unipol Domus (2019)
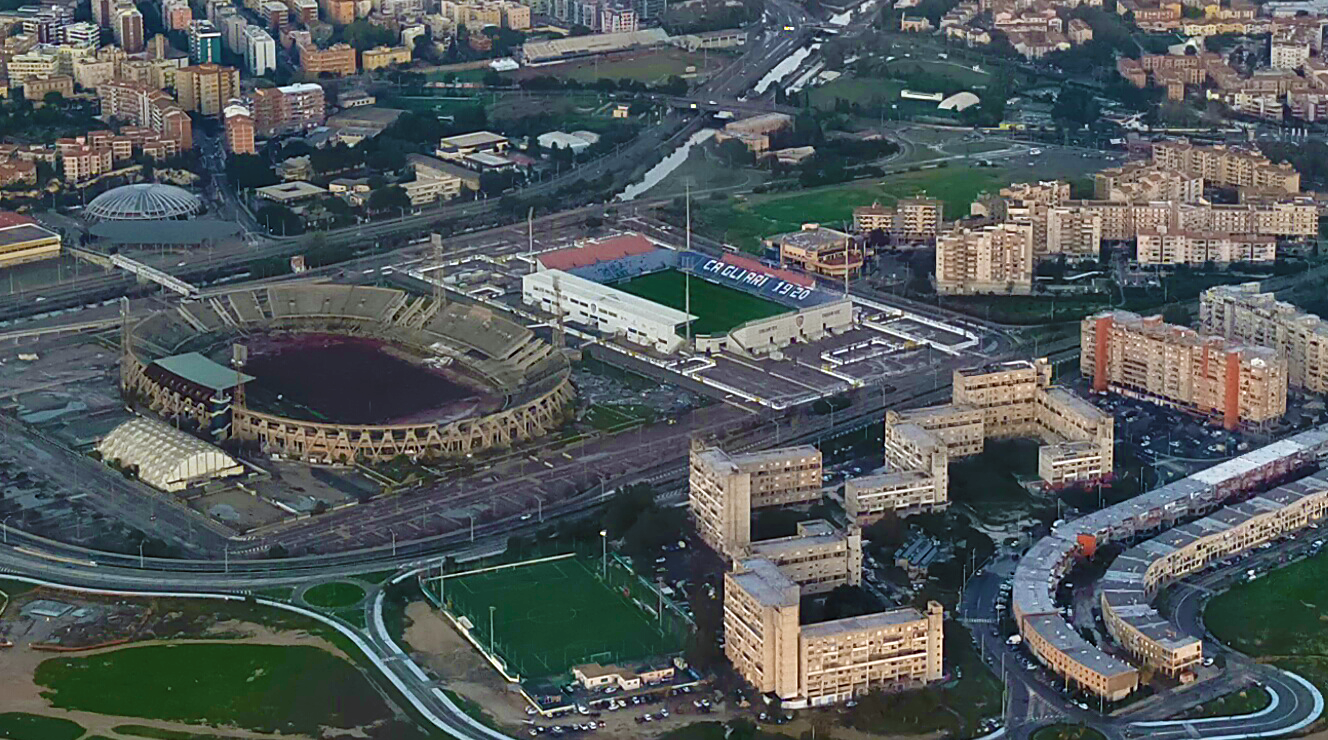
Das Unipol Domus (rechts) neben dem abrissfälligen Stadio Sant’Elia (2020)